# Sandro Pertini
 (janvier 2019).
Si vous disposez d'ouvrages ou d'articles de référence ou si vous connaissez des sites web de qualité traitant du thème abordé ici, merci de compléter l'article en donnant les références utiles à sa vérifiabilité et en les liant à la section « Notes et références ».
Alessandro Pertini, dit Sandro Pertini (né le 25 septembre 1896 à Stella San Giovanni et mort le 24 février 1990 à Rome), est un avocat, journaliste, résistant et homme d'État italien, septième président de la République italienne de 1978 à 1985.
Envoyé, durant la Première Guerre mondiale, sur le front de l'Isonzo, ses actes héroïques lui valent d'être récompensé par la médaille d'argent de la valeur militaire. Ses profondes convictions et son opposition résolue au fascisme l'incitent à adhérer au Parti socialiste unitaire fondé par Filippo Turati. Persécuté pour son engagement contre la dictature de Benito Mussolini dès 1925, il est condamné à huit mois de détention, puis s'exile en France pour éviter d'être assigné à résidence. Rentré en Italie, il est arrêté, puis condamné par le tribunal spécial pour la sécurité de l'État à la réclusion, puis à l'assignation.
Libéré après la chute du régime en 1943, il contribue, avec Pietro Nenni et Lelio Basso, à la refondation du Parti socialiste italien, devenant un acteur clé de la Résistance et siégeant au sein du Comité de libération nationale. Capturé par les SS en 1943, il est placé en détention à la prison de Regina Cœli, où il rencontre un autre socialiste, Giuseppe Saragat, qui devient son ami. Tous les deux s'évadent puis prennent de nouveau part à la Résistance, parmi les partisans jusqu'au mois d'avril 1945.
En 1946, après la proclamation de la République, il est élu député à l'Assemblée constituante. Réélu député à partir de 1953, il est président de la Chambre des députés durant deux législatures consécutives, de 1968 à 1976.
Son prestige et l'estime de l'échiquier politique lui valent d'être élu président de la République italienne par les grands électeurs en 1978. Très impliqué dans le débat public malgré le caractère traditionnellement effacé de la fonction présidentielle, il jouit, tout au long de son septennat, d'une très forte popularité essentiellement due à son intégrité et à son franc-parler ; il est d'ailleurs considéré comme « le président le plus aimé des Italiens ». Sa présidence est politiquement marquée par l'accession au pouvoir de deux personnalités extérieures à la Démocratie chrétienne : le républicain Giovanni Spadolini et le socialiste Bettino Craxi.
À l'issue de son septennat, il devient de jure sénateur à vie comme ancien président de la République, jusqu'à sa mort, en 1990.

## Biographie

### Une jeunesse aisée
Alessandro Giuseppe Antonio Pertini naît dans l'après-midi du 25 septembre 1896, au sein d'une famille aisée de Stella San Giovanni, en Ligurie. Il est le fils d'Alberto Gianandrea Pertini (1853 – 1908), un propriétaire terrien originaire de Savone, et de Maria Giovanna Adelaide Muzio (1854 – 1945), à laquelle il est profondément lié. Trois autres enfants sont nés de ce mariage : Luigi, artiste-peintre ; Maria dite Marion, qui épousera plus tard le diplomate Aldo Tonna ; Giuseppe, officier de carrière et Eugenio, déporté et tragiquement disparu dans le camp de concentration de Flossenberg le 25 avril 1945.
Sur les conseils de sa mère, Alessandro, que ses proches surnomment Sandro, fait ses premières études au collège des salésiens Don Bosco de Varazze, puis il entre au lycée Gabriello Chiabrera de Savone, où il rencontre le socialiste réformiste Adelchi Baratono, qui devient son professeur de philosophie ; c'est grâce à lui, collaborateur de la Critica Sociale de Filippo Turati, que le jeune Pertini se rapproche du socialisme et des mouvements ouvriers ligures.
En 1917, Sandro Pertini est appelé comme sous-lieutenant et envoyé sur le front d'Isonzo, vers la fin de la Première Guerre mondiale. Se distinguant pour une série d'actes héroïques, il est décoré de la médaille d'argent de la valeur militaire pour avoir mené, en août 1917, un assaut sur le mont Jelenik, lors de la bataille de la Bainsizza. Après la guerre, il ne reçoit cependant pas sa décoration, le régime fasciste lui en ayant refusé le mérite en raison de ses convictions socialistes.
En 1918, Sandro Pertini adhère au Parti socialiste italien, puis s'installe à Florence. Hôte provisoire de son aîné, Luigi, il part s'inscrire à la faculté de droit de l'université de Gênes ; il en sort diplômé d'une laurea au mois de juillet 1923, grâce à la rédaction d'une thèse intitulée « L'industrie sidérurgique en Italie » (L'industria siderurgica in Italia). De retour à Florence, il prend contact avec d'autres socialistes proches de Gaetano Salvemini et des frères Nello et Carlo Rosselli, tel que Ernesto Rossi.
Farouchement opposé au fascisme prôné avec véhémence par Benito Mussolini, il rejoint les rangs du mouvement d'opposition Italia Libera (Italie libre).

### Un antifascisme convaincu

#### La première condamnation

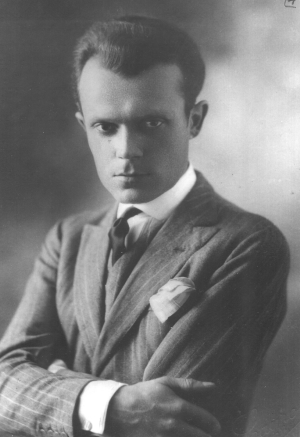
Sandro Pertini, durant les années 1920.

Hostile au régime fasciste, Sandro Pertini s'inscrit au Parti socialiste unifié après l'assassinat du député Giacomo Matteotti, lui-même d'obédience socialiste. En raison de son appartenance politique, qu'il revendique avec conviction, il est agressé à plusieurs reprises par des squadristes, puis il est arrêté le 22 mai 1925 pour avoir distribué un opuscule clandestin, imprimé à ses frais et intitulé : « Sous la barbare domination fasciste » (Sotto il barbaro dominio fascista). Dans ce pamphlet, Pertini dénonce la responsabilité de la monarchie dans l'accession au pouvoir du fascisme, les violences commises par le régime du Duce et la défiance populaire à l'égard du travail du Sénat, composé en majorité de « philofascistes », pourtant appelé à juger, au sein de la Haute Cour de Justice, les éventuelles complicités du général Emilio De Bono dans l'assassinat du député Matteotti.
Selon l'article 120 du Code Zanardelli, Pertini est accusé d'instigation à « la haine entre les classes sociales », délit d'imprimerie clandestine, outrage au Sénat et lèse-prérogative de l'irresponsabilité du roi pour des actes du gouvernement. Au cours de l'interrogatoire mené par le procureur du roi puis lors de l'audience publique, il revendique son action, assumant son entière responsabilité et se disant prêt à poursuivre la lutte antifasciste en faveur du socialisme et de la liberté, quelle qu'en soit la condamnation.
Le 3 juin 1925, il est condamné à huit mois de détention et se voit infliger une amende pour les divers délits dont il est accusé. Mais cette condamnation ne ralentit guère son activité, qu'il reprend, à peine libéré.
En novembre 1926, après l'échec de l'attentat de Anteo Zamboni contre Mussolini, il est, comme beaucoup d'autres antifascistes, l'objet de nouvelles violences de la part des fascistes, et c'est contraint qu'il quitte Savone pour revenir à Milan. Le 4 décembre 1926, avec la proclamation des lois exceptionnelles contre les antifascistes, Pertini est envoyé en relégation cinq ans durant, la plus lourde peine présentée par la loi, dans la prison de la petite île de Santo Stefano.

#### L'exil et la période clandestine
Le 12 décembre 1926, dans le dessein d'éviter la capture, il quitte Milan et s'exile en France, en compagnie de Filippo Turati, avec l'aide de Carlo Rosselli et Adriano Olivetti. Après avoir passé quelques mois à Paris, il prend finalement ses quartiers à Nice et devient un membre de premier ordre des exilés, assumant une intense propagande contre le régime fasciste par des écrits et des conférences.
En avril 1926, il installe, dans sa résidence de Nice, une station de radio clandestine, dans le dessein de maintenir un lien avec ses compagnons, demeurés en Italie, et pouvoir communiquer et recevoir des nouvelles ; cependant, la police française le découvre et il est condamné à un mois de réclusion, peine suspendue avec sa mise en liberté conditionnelle après le paiement d'une amende.
Son exil français prend fin le 26 mars 1929 : c'est le jour où il quitte Nice avec un faux passeport au nom de Luigi Roncaglia, passe la frontière par la gare de Chiasso et rentre en Italie.

#### La capture et la prison

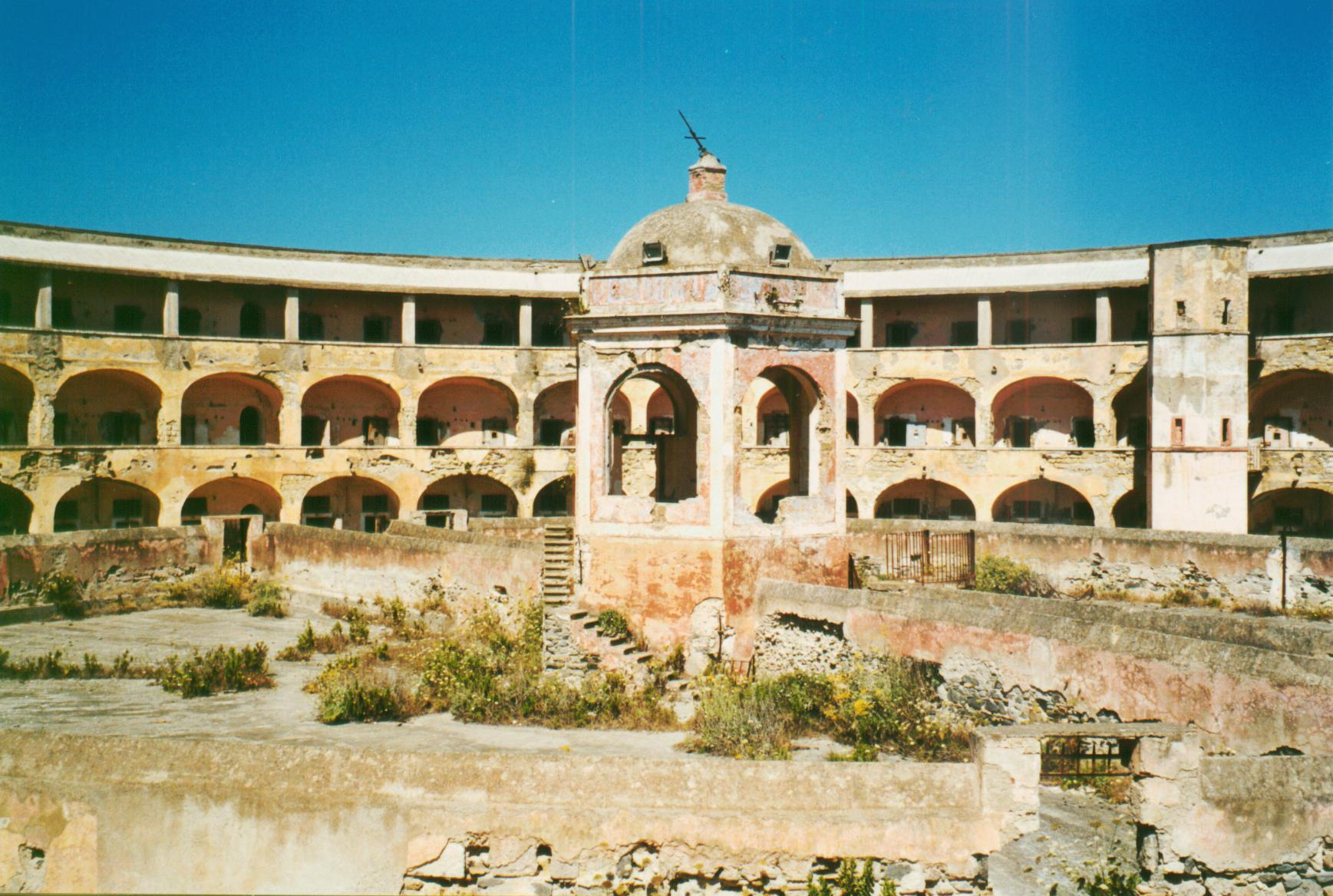
L'intérieur de la prison de l'île de Santo Stefano.

Le 14 avril 1929 à Pise, cours Vittorio Emanuele, l'actuel cours Italia, Sandro Pertini est reconnu, puis arrêté. Le 30 novembre 1929, il est condamné par le Tribunal spécial pour la sécurité de l'État à 10 ans et 9 mois de réclusion ; une peine endurcie par trois ans de surveillance particulière. Durant son procès, Pertini refuse de se défendre, conscient du fait qu'il se trouve confronté à un tribunal à la solde du régime, et c'est ainsi qu'il exhorte la cour à prononcer directement la condamnation, qu'il estime déjà préparée. Lors de l'annonce de la sentence, il se lève et crie : « À bas le fascisme ! Vive le socialisme ! ».
Enfermé dans l'île de Santo Stefano, il est transféré le 10 décembre 1930 à la prison de Turi, pour des raisons de santé ; il partage sa cellule avec Athos Lisa et Giovanni Lai. À Turi, seul socialiste emprisonné, Pertini fait la connaissance d'Antonio Gramsci, avec lequel il se lie d'amitié, celle-ci se trouvant renforcée par un profond respect mutuel tant pour leurs personnes que pour leurs convictions ; ils deviennent l'un pour l'autre ami, soutien et confident.
En 1932, Pertini est transféré au sanatorium judiciaire de Pianosa, dans lequel sa santé ne s'améliore guère malgré les soins, au point que sa mère présente une demande de grâce aux autorités. Ne reconnaissant pas l'autorité fasciste et donc le tribunal qui l'a condamné, Pertini rejette avec force cette initiative, dénonçant ainsi sa mère comme le président du Tribunal spécial.

« [...] Pourquoi maman, pourquoi ? Ici dans la cellule en cachette j'ai pleuré des larmes d'amertume et de honte — quelle défaillance t'a surprise pour que tu aies pu réaliser un tel acte de faiblesse ? Et je me sens humilié à la pensée que toi, seulement même pour un instant, tu aies pu supposer que moi, je pouvais abjurer ma foi politique afin de retrouver ma liberté. Toi, qui m'as toujours compris et qui étais fière de moi, comment as-tu pu penser cela ? Tu t'es soudainement éloignée de moi au point de ne plus entendre l'amour que j'ai pour mes idées ? [...] »

— Lettre à sa mère, Maria Muzio 1933
Le 10 septembre 1935, Pertini quitte Pianosa pour être transféré à Ponza, en sa qualité de prisonnier politique, et, le 20 septembre 1940, est envoyé en prison pour cinq années supplémentaires ; un séjour carcéral qu'il passe entre Ponza et Ventotene, là-même où il rencontre deux autres antifascistes, Altiero Spinelli et Ernesto Rossi.

### La Résistance

#### Le retour à la liberté: la poursuite de la lutte
Ce n'est que le 7 août 1943 que Sandro Pertini retrouve la liberté ; mais son combat politique ne s'est pas éteint, et c'est ainsi qu'il reprend immédiatement la lutte antifasciste, participant notamment à Rome, le 8 septembre, aux combats contre les Allemands à Porte San Paolo, avec Luigi Longo, Emilio Lussu et Giuliano Vassalli.
Capturé avec Giuseppe Saragat par la SS, Pertini est condamné à mort pour son activité de résistant, mais la sentence n'a pas le temps d'être exécutée, grâce à l'intervention d'un groupe de résistants des groupes d'action patriotique (GAP), qui permet la fuite des deux hommes, le 24 janvier 1944, alors qu'ils sont internés dans la prison de Regina Cœli. Pertini se rend à Milan pour participer activement à la Résistance, comme membre du CLNAI et avec l'intention de réorganiser le Parti socialiste.
En juillet 1944, à la libération de Rome, il est appelé par Pietro Nenni, qui vient de rentrer dans la capitale. Celui-ci le charge de prendre ses quartiers à Gênes, puis de contacter le monarchiste Edgardo Sogno, qui doit le mettre en contact avec les Alliés, dans le dessein de le faire entrer à Rome par un vol depuis la Corse. La situation se complique, car arrivé à Gênes, Pertini ne parvient pas à rejoindre la Corse ; mais, par des contacts avec les résistants de la Spezia, il part avec l'intention de trouver dans la cité ligure un moyen approprié pour leur voyage, ce qu'il fait. Or, de retour à Gênes, il apprend que Sogno a trouvé un bateau à moteur et qu'il est parti avec d'autres personnes pour la Corse ; Pertini se retrouve abandonné dans un territoire occupé. Il décide de retourner à la Spezia pour tenter de rejoindre la capitale, et, obtenant un laissez-passer pour Prato, il arrive, à pied, à Florence.
C'est à Florence qu'il rencontre le professeur Gaetano Pieraccini ; celui-ci trouve une cachette à Pertini, via Ghibellina. Le 11 août, il participe aux combats pour la libération de la ville, organisant l'action du Parti socialiste et dirigeant la publication des premiers tirages de l'Avanti!.

#### Le retour au nord, puis la libération de Milan
Arrivé à Rome, Pertini comprend que sa présence est inutile, et manifeste ainsi son intention de retourner dans le Nord, dont il est le secrétaire du Parti socialiste et représentant du parti au sein de Comité de Libération de l'Italie du Nord.
Il reçoit de faux documents, un permis de conduire au nom de Nicola Durano, et est transféré par avion de Naples vers Lyon puis Dijon, en France. Une fois arrivé à Chamonix, il prend contact avec la Résistance française, la route du retour en Italie passant par le Mont Blanc ; c'est avec Cerilo Spinelli, le frère de Altiero, qu'il entreprend la traversée de la Mer de Glace, et ensemble ils parviennent enfin à rencontrer les résistants du Val d'Aoste, grâce à l'aide du champion de ski Émile Allais. Arrivés à Aoste puis à Ivrea, ils évitent les patrouilles et les barrages des Allemands et arrivent à Turin.
En avril 1945, Pertini est, avec Leo Valiani et Luigi Longo, l'un des organisateurs de l'insurrection de Milan. Le mercredi 25 avril 1945, il proclame à la radio la grève générale insurrectionnelle de la ville milanaise : « Travailleurs ! Grève générale contre l'occupation allemande, contre la guerre fasciste, pour la sauvegarde de notre terre, de nos usines. Comme à Gênes et à Turin, mettez les Allemands face au dilemme : se rendre ou périr »
Quelques jours auparavant, à quelques pas de l'archevêché de Milan, il rencontre pour la première fois Benito Mussolini : « [...] lui descendait les escaliers, moi je les montais. Il était émacié, le visage livide, détruit »
Le même jour, le Comité de libération nationale de l'Italie du Nord se réunit dans le collège des Salésiens, via Copernico à Milan. L'exécutif, présidé par Luigi Longo, Emilio Sereni, Sandro Pertini et Leo Valiani, décrète, à la suite de l'échec de la tentative de médiation du cardinal Alfredo Ildefonso Schuster, la condamnation à mort de Mussolini.
Après les événements qui menèrent à la mort du dictateur, Pertini écrit dans les colonnes de l'Avanti! : « [...] Mussolini se comporta en lâche, sans un mot de fierté. Pressentant l'insurrection, il s'était adressé au cardinal archevêque de Milan, lui demandant de pouvoir se retirer dans Valtellina avec trois mille des siens. Aux partisans qui l'arrêtèrent, il offrit un empire qu'il n'avait pas. Au dernier moment encore, il quémandait d'avoir la vie sauve pour parler à la radio et dénoncer Hitler qui selon lui l'avait trahi neuf fois [...] »
Selon Pertini, les émotions éprouvées pendant la libération symbolisent la « capacité du peuple italien à réaliser les plus grandes choses pour peu qu'il soit animé du souffle de la liberté et du socialisme ».
Le 25 avril, alors que Sandro participe fièrement à la fête de la libération, son frère Eugenio est sommairement exécuté dans le camp de concentration nazi de Flossenbürg. La perte cruelle de son frère sera pour lui un événement tragique qui scellera définitivement son engagement politique.
Le 8 juin 1946, Sandro Pertini épouse la journaliste et résistante Carla Voltolina, dont il a fait la connaissance lors de la libération de Milan.

### De l'Assemblée constituante au Quirinal

#### Une grande figure politique de l'après-guerre
En avril 1945, Pertini devient secrétaire du PSI, charge qu'il assume jusqu'en août 1946.
Au cours du XXVe Congrès du Parti, qui se tient à Rome du 9 au 13 janvier 1947, Pertini use de toutes ses forces dans le dessein d'éviter la scission avec l'aile sociale-démocrate du parti, menée par le président de l'Assemblée constituante Giuseppe Saragat. Des jours durant, il se met au centre des conflits, afin de tenter une médiation entre les deux courants, mais malgré ses efforts, « la force des choses », comme le définit Pietro Nenni, provoque la scission entre socialistes ; cet épisode, surnommé « la scission du palais Barberini », constitua l'acte fondateur du Parti socialiste des travailleurs italiens (PSLI).
Bien qu'il soit partisan de l'unité du mouvement des travailleurs, mais depuis toujours fervent défenseur de l'autonomie socialiste au regard du Parti communiste italien, il s'oppose, au sein du Parti socialiste italien, à la constitution du Front démocratique populaire, constitué pour les élections de 1948 ; or, son courant se trouve minoritaire.
Membre socialiste de l'Assemblée constituante, Pertini participe à la rédaction des articles du Titre I de la nouvelle Constitution, concernant les rapports civils. Il s'oppose à l'amnistie accordée aux délits politiques commis par les responsables fascistes et c'est en cette occasion qu'il intervient à l'Assemblée, le 22 juillet 1946, posant une question à l'adresse du ministre de la Grâce et de la Justice, Fausto Gullo. L'interrogation du député porte sur les motivations de l'interprétation généreuse des mesures d'amnistie, comme sur l'inaccomplissement du gouvernement de De Gasperi dans l'application du décret en faveur du retour des travailleurs antifascistes éloignés de leur travail pour des motifs politiques.
L'action politique de Pertini au cours de cette période a pour dessein le soutien des réformes sociales nécessaires à la croissance du pays, alors ruiné par le régime fasciste et par la tragédie de la guerre, mais surtout la réparation des injustices commises par le régime mussolinien.

#### Sénateur
Au cours de la Ire législature, Sandro Pertini est nommé au Sénat de la République en application de la IIIe disposition transitoire du texte constitutionnel, qui prévoit que le président de la République nomme sénateurs les députés de la Constituante qui ont été précédemment condamnés à au moins cinq ans de réclusion par le Tribunal spécial fasciste pour la défense de l'État. Il devient ainsi président du groupe socialiste au Sénat.
Le 27 mars 1949, durant la 583e séance du Sénat, Pertini, au nom de son parti, vote contre l'adhésion du pays au Pacte Atlantique, le présentant comme un instrument de guerre, anti-soviétique et ayant pour seul dessein la division de l'Europe. Soulignant la manière dont le Pacte Atlantique pourrait influencer la politique italienne, le sénateur Pertini met en garde sur les probables conséquences négatives de ce pacte pour la classe ouvrière. Dans son discours, il défend la position pacifiste du groupe socialiste, exprimant la solidarité envers les compagnons communistes - véritables cibles, à ses dires, du Pacte Atlantique - et concluant avec les paroles suivantes :

« Aujourd'hui, nous avons entendu crier Vive l'Italie ! quand vous avez posé la question de l'indépendance de la Patrie. Mais je ne sais pas combien de ceux qui aujourd'hui poussent ce cri, seraient vraiment prêts demain à prendre les armes pour défendre la Patrie. Beaucoup de ceux-ci n'ont pas su les prendre contre les nazis. Les paysans et les ouvriers les ont pris, et ils se sont fait tuer pour l'indépendance de la Patrie. »

— Actes parlementaires. 1re législature, Sénat. Vol. V : Discussions 1948-49

#### Député de Gênes
Il est élu député de la circonscription de Gênes en 1953, et sera ensuite constamment réélu jusqu'en 1978. Il prend la présidence de la commission parlementaire des Affaires intérieures, puis celle des Affaires constitutionnelles et, en 1963, devient l'un des vice-présidents de la Chambre des députés.
Pendant son mandat, il participe au procès contre les assassins du syndicaliste Salvatore Carnevale (it) en tant qu'un des avocats de sa mère, Francesca Serio, première femme à intenter un procès contre la mafia.
Il fait partie des parlementaires qui dénoncent publiquement, avec indignation, le fait que le congrès du  Mouvement social italien puisse se tenir dans la ville de Gênes ; le 1er juillet 1960, il dénonce à la Chambre les violences des forces de l'ordre commises contre les manifestants, tant dans le chef-lieu ligure que dans les autres villes d'Italie. Quelques jours après, les désordres conduisent au tragique massacre de Reggio d'Émilie.

#### Président de la Chambre des députés

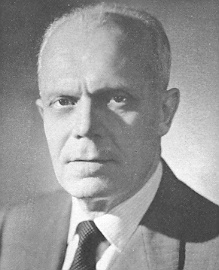
Sandro Pertini en 1968.

Le 5 juin 1968, Sandro Pertini est élu président de la Chambre des députés, à l'issue du premier tour de scrutin, ayant recueilli 364 suffrages sur les 583 députés ayant pris part au vote ; il préside la Chambre basse pour la Ve législature, issue des élections générales du 19 mai.
Entre le 9 et le 24 décembre 1971, Sandro Pertini, en sa qualité de président de la Chambre des députés, a présidé la session conjointe des députés, sénateurs et représentants des régions réunis à Montecitorio pour l'élection du sixième président de la République italienne.
Respecté de tous, Pertini est aisément reconduit à la présidence de la Chambre le 25 mai 1972, pour la VIe législature : il est réélu à l'issue du premier tour de scrutin, par 519 députés sur les 615 ayant pris part au vote. Lors des élections générales du 7 mai, il avait totalisé 53 657 votes de préférence, son record personnel.
Il cède ses fonctions en 1976 à la communiste Nilde Iotti, après un accord de collaboration entre la Démocratie chrétienne et le Parti communiste. Au printemps 1978, lors de l'enlèvement d'Aldo Moro, Pertini, à la différence de la majorité de la direction du parti socialiste, soutient la « ligne de fermeté » envers les kidnappeurs, refusant toutes négociations avec les Brigades rouges.

#### Président de la République
Le 29 juin 1978, fut convoquée la session conjointe des députés, sénateurs et représentants des régions d'Italie, réunis pour l'élection du septième président de la République italienne ; une élection présidentielle anticipée, qui fit suite à la démission du président Giovanni Leone, soupçonné d'être plus ou moins impliqué dans une affaire de corruption, le « scandale Lockheed ». Au cours des trois premiers tours de scrutin, la Démocratie chrétienne (DC) s'appuie sur la candidature de l'ancien ministre Guido Gonella, le Parti communiste italien (PCI), lui, soutenant son propre candidat, en la personne de l'écrivain Giorgio Amendola, figure de la Résistance au régime fasciste ; quant à l'aile parlementaire socialiste, elle concentre ses suffrages sur le nom de l'ancien ministre des Affaires étrangères, Pietro Nenni. Jusqu'au 13e tour de scrutin, le PCI maintient la candidature d'Amendola, bien que le PSI ait, cette fois, décidé de proposer la candidature d'un ancien vice-président du Conseil, Francesco De Martino. Au 16e tour de scrutin le 8 juillet 1978, le républicain Ugo La Malfa organise la convergence des trois partis politiques sur le nom de Sandro Pertini. L'ancien président de la Chambre est élu président de la République italienne avec 832 suffrages sur les 995 électeurs ayant pris part au vote, soit 83,62 % du corps électoral. Il s'agit, à ce jour[Quand ?], de la plus large majorité acquise par un candidat à la présidence de la République.
Avec l'élection de Pertini au Quirinal, la République italienne a pour président une figure de la Résistance italienne, populaire, charismatique et fort respectée.
Dans son discours d'investiture, le président Pertini rend hommage à son compagnon de cellule et ami Antonio Gramsci, et souligne la nécessité de mettre fin aux violences terroristes, rappelant à cette occasion la tragique disparition de l'ancien président du Conseil Aldo Moro. De même, le nouveau chef de l'État se présente comme « le Président de tous les Italiens ».

##### Lutte contre la criminalité
Pertini s'est montré intransigeant envers la criminalité organisée, dénonçant « la néfaste activité contre l'humanité » de la mafia en invitant à ne pas confondre les phénomènes criminels de la Cosa Nostra, de la camorra ou de la 'Ndrangheta avec les lieux et les populations où elles sont présentes.
Dans son discours de fin d'année, le 31 décembre 1982, le chef de l'État évoque le problème mafieux, commémorant à ce titre le combat du député Pio La Torre et du général Carlo Alberto Dalla Chiesa, tous deux froidement assassinés par la mafia durant l'année :

« [...] Il y a d'autres maux qui tourmentent le peuple italien : la camorra et la mafia. Ce qui est train de se produire en Sicile vraiment nous horrifie. Il y a des morts presque tous les jours. Il faut faire attention à ce qui se produit en Sicile et en Calabre et avec la camorra à Naples. Il faut faire attention à ne pas confondre le peuple sicilien, le peuple calabrais et le peuple napolitain avec la camorra ou avec la mafia. Les mafieux sont une minorité et les camorristes à Naples sont aussi une minorité
Ceci en est la preuve : quand Pio La Torre a été assassiné, tout Palerme était autour du cercueil. Quand le général Dalla Chiesa a été assassiné, avec sa douce épouse, qui est venu plusieurs fois me rencontrer dans ce bureau, tout Palerme s'est serré autour des deux cercueils pour protester.
Donc le peuple sicilien, le peuple calabrais et le peuple napolitain sont contre la camorra et contre la mafia.[...] »

— Message de fin d'année aux Italiens, Palais du Quirinal 31 décembre 1982
En 1983, Sandro Pertini prend la décision de dissoudre le Conseil municipal de Limbadi dans la province de Vibo Valentia car Francesco Mancuso, chef de l'homonyme famille mafieuse, en fut le président.
Le 31 décembre 1983, lors de son traditionnel discours télévisé de fin d'année, le Président Pertini revient une nouvelle fois sur le thème lié à la criminalité organisée.

##### Premier gouvernement socialiste
Ce fut sous la présidence de Sandro Pertini que fut nommé le premier gouvernement socialiste de la République italienne : en effet, le chef de l'État, tenant compte des résultats électoraux, confie la formation d'un gouvernement au socialiste Bettino Craxi. Deux ans durant, pour la première fois, le président de la République et le président du Conseil des ministres sont socialistes. Cependant, bien que partageant les mêmes convictions politiques, c'est une relation mitigée, voire empreinte d'une certaine animosité qu'entretiennent les deux hommes ; le chef de l'État semble ne guère approuver certains actes politiques de Craxi, comme lors du XLIIIe Congrès du PSI, tenu à Vérone le 15 mai 1984, et durant lequel Bettino Craxi se vit reconduire au secrétariat du parti par acclamation plutôt que par l'habituel vote. Le porte-parole du Quirinal, Antonio Ghirelli, a rapporté que le 4 août 1987, quelques instants précédant la prestation de serment du nouveau gouvernement, le chef de l'État, outré de voir le président du Conseil désigné se présenter en jeans pour une telle occasion, avait sèchement congédié Craxi, lui intimant l'ordre de revenir correctement vêtu.
Durant son mandat présidentiel, Sandro Pertini dissout par deux fois le Parlement, provoquant des élections en 1979, puis en 1983. Il confie la formation d'un gouvernement à Giulio Andreotti, Francesco Cossiga par deux fois, Arnaldo Forlani, Giovanni Spadolini par deux fois, Amintore Fanfani et Bettino Craxi ; d'autre part, il nomme Virgilio Andrioli, Giuseppe Ferrari et Giovanni Conso juges à la Cour constitutionnelle.

##### Popularité
La présence constante de Pertini dans la vie publique, lors des grands événements ayant pour contexte son septennat, est à l'origine de sa grande popularité. Pour beaucoup, il est considéré comme le président de la République le plus aimé des Italiens, et ce pour bien des raisons : charismatique et patriote, le vieux président était réputé pour son ironie, pour l'amour envers les enfants qu'il accueillait en personne au Quirinal et pour avoir assumé une certaine franchise vis-à-vis des citoyens, parlementaires et politiques ou journalistes. Éminemment respecté pour sa grande rigueur morale comme pour sa prestance, Sandro Pertini semblait sincère et pragmatique lorsqu'il assumait les décisions propres à sa fonction.
Sa personnalité est imprégnée de principes qui ont inspiré la démocratie parlementaire et républicaine, née de l'expérience de la résistance; il a toujours refusé la pensée fasciste et toutes les idéologies qui ne reconnaissent pas la liberté de l'homme :

« Le fascisme est l'antithèse de la foi politique, parce qu'il opprime tous ceux qui pensent différemment »

— CESP Centro Espositivo Sandro Pertini, interview

##### Proximité avec le peuple
Au cours de sa présidence au palais du Quirinal, il contribue à la fusion de l'image du président de la République avec la population et grâce à sa stature morale, il permet le rapprochement des citoyens avec les institutions dans des moments difficiles entachés d'événements délictueux comme ceux des années de plomb.
À la suite du tremblement de terre du 23 novembre 1980 dans l'Irpinia, l'expression « Faites vite » (Fate presto) reste dans la mémoire de tous comme l'appel au secours face à la tragédie des victimes, phrase qui est publiée le jour suivant dans le quotidien Il Mattino sur neuf colonnes.
Après sa visite dans l'Irpinia, le 26 novembre, peu de jours après le tremblement de terre qui coûta la vie de 2 735 personnes, il dénonce publiquement l'impuissance et l'inefficacité des secours de l'État dans un discours télévisé ; durant ce même discours, il souligne l'insuffisance des moyens en matière de protection du territoire et d'intervention en cas de calamité et il dénonce le secteur de l'État qui a spéculé sur le malheur lors du tremblement de terre de Belice.

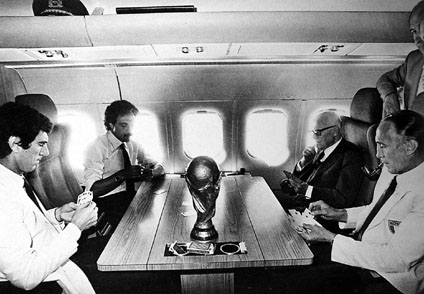
Franco Causio, Sandro Pertini (en haut à droite), Dino Zoff et Enzo Bearzot en direction de Rome avec la coupe du monde 1982 à peine remportée en Espagne.

En sa qualité de président de la République, Sandro Pertini avait nommé cinq sénateurs à vie : l'historien Leo Valiani, l'acteur Eduardo De Filippo, l'ancienne députée communiste Camilla Ravera, l'intellectuel Carlo Bo et le philosophe Norberto Bobbio. Avec ces nominations, les sénateurs à vie siégeant au palais Madame sont au nombre de sept. Selon l'interprétation de Pertini, l'article 59 de la Constitution ne prévoyait pas une limitation à cinq sénateurs pouvant siéger au Parlement mais permettait, en revanche, au président de la République d'en nommer jusqu'à cinq, durant son mandat. Une telle lecture constitutionnelle ne se trouvait pas contestée, probablement en raison de la qualité des sénateurs nommés et, peut-être plus encore, en raison de la grande popularité dont Pertini jouissait.
Son image est liée aux événements heureux de l'histoire de l'Italie, comme aux moments les plus difficiles. Les Italiens se souviennent notamment de la joie de leur président dans le stade de Madrid, lors de la victoire mémorable de l'équipe italienne de football à la Coupe du monde de football de 1982, et comment il voulut être présent lors des tentatives de sauvetage du jeune Alfredino Rampi (it), un enfant de six ans de Vermicino tombé dans un puits en 1981. Le Président Pertini a, par ailleurs, introduit le rite du « baiser au drapeau » tricolore, une tradition qui sera honorée par ses successeurs.
Lors de la disparition du secrétaire général du Parti communiste italien (PCI), Enrico Berlinguer, le Président Pertini quitte Rome par un vol présidentiel, dans le dessein de s'incliner devant sa dépouille. Durant les obsèques, qui se tiennent place Saint-Giovanni, la présidente de la Chambre des députés, Nilde Iotti, depuis la tribune des autorités, salue publiquement la présence du chef de l'État, lequel, chaleureusement applaudi, laisse échapper quelques larmes.
C'est également ému que Pertini se rend aux funérailles du président égyptien Anouar el-Sadate, marchant derrière le cercueil au milieu de la foule, tout au long du parcours du convoi funéraire ; le chef de l'État évoque cet épisode lors de son discours télévisé de fin d'année du 31 décembre 1981 :

« [...] Nous sommes préoccupés, nous avons assisté aux funérailles du Président Sadate assassiné  par des fanatiques. Il œuvrait pour la paix de son pays avec  Israël et le Monde Arabe. Et bien, nous avons assisté à ces funérailles, nous y avons assisté avec une âme emplie d'angoisse. Ce sont des situations qui nous concernent tous, elles ne peuvent être circonscrites aux peuples et aux Nations où elles se déroulent, elles concernent chacun de nous, chaque homme qui aime la liberté et chaque homme qui a à cœur la liberté [...] »

— Message de fin d'année aux Italiens, palais du Quirinal 31 décembre 1981

#### Après le Quirinal
Le 29 juin 1985, peu de temps avant la fin de son mandat, il démissionne afin d'anticiper la prise de fonction de son successeur. Il devient, comme ses prédécesseurs et comme cela est prévu par la Constitution, sénateur à vie. L'unique charge officielle qu'il accepte reste la présidence de la fondation d'études historiques Filippo Turati, créé à Florence en 1985 avec l'objectif de conserver le patrimoine documentaire du socialisme italien. En sa qualité de sénateur à vie le plus âgé, il préside la séance inaugurale de la Xe législature du Sénat de la République, le 2 juillet 1987, au cours de laquelle l'ancien président du Conseil, Giovanni Spadolini, est élu président de la Chambre haute ; il s'agit de son ultime acte officiel.
Bien qu'il n'ait guère renouvelé son adhésion au Parti socialiste italien, lorsqu'il fut élu président de la République, Pertini, tenant à sortir du jeu politique dans le dessein d'assumer une parfaite impartialité, n'a cependant jamais renié ses convictions socialistes, qu'il défendait avec habileté lors de son mandat présidentiel.
Sandro Pertini meurt le 24 février 1990. Âgé de 93 ans, il est mort dans la mansarde de 35 m2 qui lui tenait lieu d'appartement ; celle-ci se trouvait face à la fontaine de Trevi, à Rome. Sa volonté ayant été respectée, son corps fut incinéré, puis inhumé au cimetière de Stella San Giovanni, la ville natale de l'ancien président.

## Fondation Sandro Pertini
La Fondation Sandro Pertini a été créée le 23 septembre 2002, à Florence, à l'initiative de la veuve du Président, Carla Voltolina, décédée en 2005.
La signature de l'acte public de création s'est déroulée lors d'une cérémonie dans l'amphithéâtre « Cesare Alfieri » de la faculté des sciences politiques, qui vit en 1924 la remise de son diplôme à Sandro Pertini.
La Fondation Sandro Pertini a pour dessein la réflexion autour de la pensée de Sandro Pertini par le biais du patrimoine du grand homme d'État constitué de livres, d'archives historiques, de photographies, de tableaux et de divers documents destinés au public, ces œuvres défendant les valeurs pour lesquelles Pertini s'est battu toute sa vie.

## Dans la culture populaire

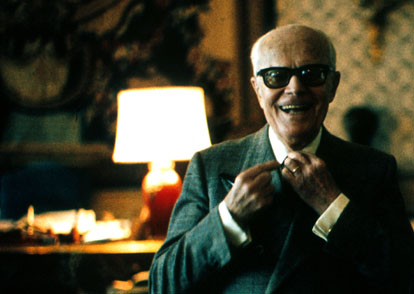
Sandro Pertini dans son bureau du palais du Quirinal.

Le Président Pertini reçut sa médaille d'argent de la valeur militaire obtenue pendant la Première Guerre mondiale seulement quand il devint président de la République, après des recherches de l'état-major des armées. Lorsqu'on proposa de la lui remettre, il refusa indiquant que si le régime d'alors lui en niait le mérite, il ne lui paraissait pas juste de la récupérer en raison de sa position de président de la République. Il reçut la médaille à la fin de son mandat présidentiel, dans son bureau de sénateur à vie, des mains du président du Sénat de la République, Giovanni Spadolini.
Pertini fut élu président de la Chambre des députés durant la période contestataire estudiantine de 1968. En 1978, lors des Années de plomb, quelques semaines après l'assassinat de l'ancien président du Conseil Aldo Moro, il fut élu président de la République avec l'appui de tous les partis démocrates et antifascistes.
Pertini fut le premier président de la République à confier la mission de former le gouvernement à un laïc — personnalité n'appartenant pas à la Démocratie chrétienne — en la personne d'Ugo La Malfa en 1979. Ce dernier échouera, mais Pertini réitérera un tel acte par deux fois et les mandataires accéderont cette fois-ci à la présidence du Conseil : Giovanni Spadolini en 1981, puis Bettino Craxi en 1983. À cette occasion, trois des quatre charges suprêmes de l'État sont occupées par des personnalités de gauche, une première sous la République.
Élu président de la République italienne en 1978, Pertini, à la demande de son épouse Carla, refusa de s'installer dans les appartements présidentiels du palais du Quirinal, le couple désirant conserver l'usage de son appartement romain situé face à la fontaine de Trevi.
Le Président Pertini avait pour habitude de séjourner à Selva di Val Gardena, se logeant dans la caserne des carabiniers, dans le dessein de ne pas troubler les habitants avec les mesures de sécurité. C'est à proximité du Val di Fassa, dans la commune de Campitello, qu'est construit en 1986 le refuge Sandro Pertini, un hommage à l'amitié qui liait le chef de l'État au gardien du refuge.
Pertini a été le héros d'une bande dessinée (Pertini, ou Pertini Partigiano) dessinée par Andrea Pazienza et publiée dans différents journaux satiriques parmi lesquels Cuore, Frigidaire, Cannibale et Il Male. L'ensemble a été publié dans un volume par l'éditeur Primo Carnera en 1983 et par Baldini & Castoldi en 1998. La bande dessinée met en scène le président Pertini durant les années de la résistance italienne contre le nazisme, le dépeignant comme un guerrier courageux et pragmatique, accompagné par Paz (l'auteur lui-même), son aide incompétent. La série eut un certain succès et fut appréciée par Pertini lui-même, bien qu'il discutât semble-t-il le style de Andrea Pazienza.
Selon le mensuel italien Ciak, en 1938 Pertini joua dans le film Feux d'artifice (Fuochi d'artificio), dirigé par Gennaro Righelli.
À la mort de Joseph Staline, ses interventions parlementaires saluèrent sans réserve le chef de l'Union des républiques socialistes soviétiques, probablement en raison de l'alliance étroite entre le Parti socialiste italien et le Parti communiste italien :

« [...] nous restons étonnés par la grandeur de cet homme que la mort nous présente dans sa juste valeur. Hommes de toutes croyances, amis et adversaires, chacun aujourd'hui reconnait l'immense stature de Joseph Staline. C'était un géant de l'histoire et sa mémoire ne connaitra pas de déclin. »

— Vittorio Messori, Pensare la storia, SugarcoEdizioni, (2006)
En 1980, Carmelo Bene lui dédie un disque, Carmelo Bene - Majakovskij, un concert pour voix récitantes et percussions.
En 1982, il fait rentrer d'Espagne avec l'avion présidentiel l'équipe d'Italie de football, sacrée championne du monde après sa victoire à la Coupe du monde de football. À bord, il entreprend une partie de scopone, s'associant au célèbre gardien de but Dino Zoff contre Franco Causio et Enzo Bearzot. Après avoir perdu la partie, il accuse en plaisantant le gardien de s'être trompé et d'être responsable de la défaite.
En 1983, le chanteur et auteur Toto Cutugno présente au Festival de Sanremo la chanson L'Italiano, qui cite Pertini :  [..nous avons] un partisan comme Président [...] (Partigiano come Presidente).
En 2006, le groupe musical ligure Buio Pesto dédie une chanson en dialecte ligure au président Pertini.